# 1er SS-Panzerkorps
Durant la Seconde Guerre mondiale, le 1er SS-Panzerkorps fut l'un des regroupements d'unités de l'Allemagne nazie. Il eut plusieurs commandants successifs, parmi lesquels le SS-oberstgruppenführer Sepp Dietrich pendant la bataille de Normandie.
Parmi les unités qui composaient alors ce corps d'armée, on peut citer :
- le 1er SS Panzerdivision Leibstandarte Adolf Hitler
- la 2e Panzerdivision
- la 9e SS Panzerdivision Hohenstaufen
- la 12e SS Panzerdivision Hitlerjugend
- la 116e Panzerdivision
- la 272e Volksgrenadierdivision

Le I SS Panzer Corps Leibstandarte SS Adolf Hitler ou 1 SS Panzer Corps  (en allemand : I.SS-Panzerkorps) a été un corps de Panzer de la Waffen-SS allemande qui s'est battu à la fois sur les fronts de l'Ouest et de l'Est durant la Seconde Guerre mondiale.

## Formation et entraînement
Le 1er SS-Panzerkorps est formé le 26 juillet 1943 à Lichterfelde, à la suite d'un rassemblement initial sur la Truppenübungsplatz à Beverloo, dans la partie occupée de la Belgique. La formation de ce nouveau corps conduit le SS Panzer Corps (non numéroté) du SS-Obergruppenführer Paul Hausser à être renommé en 2e SS-Panzerkorps. Le SS-Obergruppenfüher Josef "Sepp" Dietrich, précédemment commandant de la 1re SS-Panzerdivision Leibstandarte Adolf Hitler est le premier commandant du corps. Le symbole de la division Leibstandarte, un crochet, en l'honneur de son chef Dietrich (Dietrich signifie « crochet » en allemand), est maintenu, mais modifié, pour servir de symbole au 1er SS-Panzerkorps.
En août 1943, le corps est transféré à Merano en Italie, où il prend part à des opérations visant à désarmer les troupes italiennes. Ensuite, il poursuit sa formation tout en étant engagé dans des opérations sporadiques anti-partisans dans le Nord de l'Italie. En décembre 1943, le corps est jugé prêt pour l'action et il est déplacé à Bruxelles.

## Historique des opérations

### Front Ouest: Normandie
En avril 1944, le 1er SS-Panzerkorps est transféré à Septeuil, à l'ouest de Paris, où il lui est affecté les 1er SS-Panzerdivision Leibstandarte Adolf Hitler, 12e SS-Panzerdivision Hitlerjugend, Panzer Lehr et 17e SS-Panzergrenadier Götz von Berlichingen. 
Le corps forme une partie du 5e groupe Panzer ouest sous les ordres du général Heinrich Eberbach, force blindée de réserve du théâtre Ouest. Le 1er SS-Panzerkorps reçoit le titre honorifique de Leibstandarte SS Adolf Hitler. 
Avec le lancement de l'opération Overlord et l'invasion alliée en France, le 6 juin 1944, le corps est envoyé à Falaise. La Hitlerjugend engage les troupes britanniques et canadiennes au nord de Caen, le 8 juin, deux jours après le débarquement. Le corps a la responsabilité de tenir la région de Caen et connait de violents combats autour des villages de Authie, Buron et à l'aéroport de Carpiquet. Les Tigres du corps 101e SS-Bataillon de Panzers lourds se distinguent au cours des combats avec le bataillon du SS-Untersturmführer Michael Wittmann qui a stoppé pratiquement seul une percée de blindés britannique, près du village de Villers-Bocage.
Le corps a joué un rôle majeur dans l'échec des opérations Epsom et Goodwood. Les divisions Götz von Berlichingen et Lehr retardent l'avance américaine dans le bocage, près de Saint-Lô.
Après le lancement de l'opération Cobra, qui décime la Panzer Lehr, le corps prend part à l'opération Lüttich, la contre-offensive ratée vers Avranches. Les restes du corps sont pris dans la poche de Falaise, où ils se battent durement pour garder ouvert un couloir de sortie pour les forces allemandes prises au piège, perdant la quasi-totalité de ses blindés et de son matériel. Après la fermeture de la poche de Falaise et l'effondrement du front, le corps prend part à la retraite vers la frontière franco-allemande.

### La bataille des Ardennes
Au début du mois d'octobre 1944, le 1er SS-Panzerkorps est appelé à l'arrière de la ligne de front pour un repos et une restructuration en Westphalie. Sa restructuration terminée, début décembre, il est envoyé dans les Ardennes pour se placer sous les ordres de son ancien commandant, Sepp Dietrich de la 6e armée SS Panzer, en vue d'une offensive majeure la bataille des Ardennes (nom de code « Wacht am Rhein »).

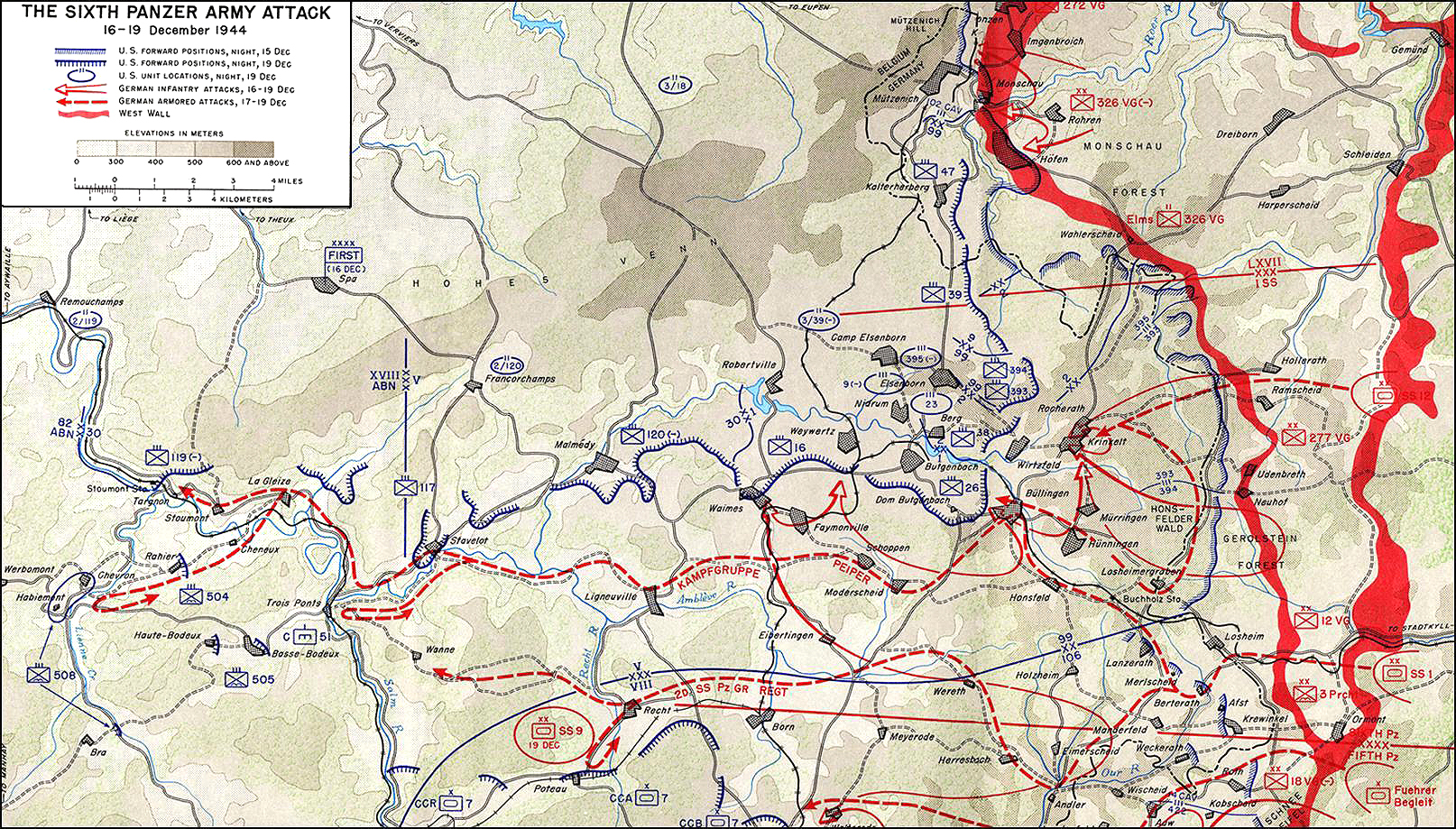
Contre attaque allemande près de la forêt de Monschau, durant la bataille des Ardennes. (du 16 au 19 décembre 1944)

Le corps a joué un rôle majeur dans la bataille avec le kampfgruppe Peiper de la division Leibstandarte formant une tête de pont. Après plusieurs semaines de violents combats, et une pénurie d'approvisionnement en carburant, le corps est épuisé. L'offensive est annulée et le corps, avec l'ensemble de l'armée de Dietrich est déplacé vers la Hongrie.

### Front de l'Est: Hongrie
Les forces allemandes ont commencé l'opération Frühlingserwachen le 6 mars 1945. Le 1er SS-Panzerkorps, qui forme le flanc gauche de l'assaut de Sepp Dietrich, est rapidement bloqué par la boue et, malgré le succès initial, l'attaque est rapidement arrêtée par une forte opposition soviétique. Le corps se replie dans une tentative visant à soutenir le 4e SS-Panzerkorps (de), qui est sur sa gauche et fortement engagé près de Stuhlweissenberg. Le 15 mars, les Soviétiques lancent l'offensive de Vienne, qui divise les lignes de la 6e armée SS Panzer et force l'ensemble du front sud à se replier sur Vienne. Le corps s'engage dans une résistance dispersée, lors de sa retraite à travers la Hongrie et l'Autriche, jusqu'à sa reddition aux Américains, le 8 mai 1945.

## Les commandants
- SS-Oberstgruppenführer Josef Dietrich (4 juillet 1943 - 9 août 1944)
- SS-Brigadeführer Fritz Kraemer (9 août 1944 - 16 août 1944)
- SS-Obergruppenführer Georg Keppler (16 août 1944 - 30 octobre 1944)
- SS-Obergruppenführer Hermann Priess (30 octobre 1944 - 8 mai 1945)

## Composition

### 6 juin 1944 (bataille de Normandie)
- 101e Bataillon SS Panzer
- 1re SS Panzer Division Leibstandarte SS Adolf Hitler
- 12e division SS Panzer Hitlerjugend
- 17e SS Panzergrenadier Division Götz von Berlichingen
- Panzer Lehr Division

### 16 décembre 1944 (bataille des Ardennes)
- 501e bataillon SS de Panzer lourd
- 1re SS Panzer Division Leibstandarte SS Adolf Hitler
- 12e Division SS Panzer Hitlerjugend
- 3e division de parachutiste
- 12e Volksgrenadier Division
- 277e division d'infanterie

### 6 mars 1945 (opération Frühlingserwachen)
- 501e bataillon SS de Panzer lourd
- 1re SS Panzer Division Leibstandarte SS Adolf Hitler
- 12e Division SS Panzer Hitlerjugend